# (1478) Vihuri
(1478) Vihuri est un astéroïde de la ceinture principale.

## Description
(1478) Vihuri est un astéroïde de la ceinture principale. Il fut découvert le 6 février 1938 à Turku par Yrjö Väisälä. Il présente une orbite caractérisée par un demi-grand axe de 2,47 UA, une excentricité de 0,09 et une inclinaison de 7,8° par rapport à l'écliptique.

## Compléments